# Corhana, Neamț
Corhana este un sat în comuna Dulcești din județul Neamț, Moldova, România.
Localitatea este situată între orașele Roman și Piatra Neamț învecinat de satele Dulcești, Cârlig, Poiana, Roșiori și Pildești, acesta din urmă fiind separat de râul Moldova. 
Denumirea satului este o moștenire lingvistică din limba cumană.
 Acest articol despre o localitate din județul Neamț este deocamdată un ciot. Puteți ajuta Wikipedia prin completarea lui.